# Pseudochirulus cinereus
El pósum de cola de anillo cinéreo (Pseudochirulus cinereus), también conocido como pósum de cola de anillo del río Daintree, es una especie de pósum que se encuentra en el noreste de Queensland, Australia. Durante mucho tiempo se creyó que pertenecía a la misma especie que el pósum de cola de anillo del río Herbert (P. herbertensis), pero recientemente se han separado en dos especies. Ambas especies se diferencian considerablemente en su aspecto.
El pósum de cola de anillo cinéreo es de color canela o marrón, y tiene una apariencia externa similar a un lémur. Se encuentra en las selvas de montaña, localizado en tres poblaciones separadas al norte de Cairns: en los macizos de Carbine Tableland, Mount Windsor Tableland y Thornton Peak.